# Midas-Bulldoggfledermaus
Die Midas-Bulldoggfledermaus (Mops midas) ist eine Fledermausart aus der Familie der Bulldoggfledermäuse (Molossidae), welche in Afrika beheimatet ist. Synonyme sind Tadarida midas und Mops unicolor.

## Beschreibung
Die Midas-Bulldoggfledermaus ist eine große Fledermaus mit einem Gewicht von 40–61,5 g, einer Unterarmlänge von 57–66 mm und einer Gesamtlänge von durchschnittlich 143 mm. Die Ohren sind sehr breit und über der Stirn durch eine dicht behaarte Membran miteinander verbunden. Das Fell ist seidig, rötlich oder dunkelbraun, und am Bauch heller als am Rücken. Die Haare am Bauch weisen eine weiße Spitze auf. Die Flügel sind sehr lang und schmal, was diese Art zu einem schnellen, aber wenig wendigen Flieger macht. Auf der Unterseite verläuft auf der Flughaut vom Unterarm bis zum Schenkel ein Band aus weißen Haaren. Die Midas-Bulldoggfledermaus ist größer als andere sympatrisch vorkommenden Bulldoggfledermäuse wie T. congica, T.  trevori, T. fulminans und T. lobata. Im Allgemeinen besitzt diese Art auch größere Füße sowie längere Daumen und einen längeren Schwanz. Die Flughaut und die Ohren sind nicht durchscheinend wie bei T. lobata. Die Oberlippe weist sieben Runzeln mit kurzen, steifen Borsten auf. Der Tragus ist kurz, während der Antitragus relativ groß ausfällt.

## Lebensweise
Die Midas-Bulldoggfledermaus ist wie die meisten Fledermäuse nachtaktiv und ernährt sich von Insekten, wobei sie Käfer zu bevorzugen scheint. Die Art kommt vor allem in Waldland und Savannen vor, meist in der Nähe von Flüssen oder Sümpfen. Tagsüber hängen die Tiere in Gruppen von mehreren Hundert Individuen in Dachböden, verlassenen Gebäuden, Höhlen, hohlen Bäumen und unter Brücken. Die Gruppen bestehen dabei zu vier Fünfteln aus Weibchen und einem Fünftel aus Männchen. Die Hangplätze teilt Tadarida midas gelegentlich mit anderen Fledermäusen wie der Kleinen Bulldoggfledermaus (Chaerephon pumilus) und der Angola-Bulldoggfledermaus (Mops condylurus). Die Weibchen gebären jeweils ein einziges Jungtier mit einem Gewicht von 9,6–10 g pro Wurf.

## Verbreitung und Lebensraum
Die Midas-Bulldoggfledermaus kommt verstreut in Afrika vor. Nachweise existieren für Burkina Faso, Ghana, Togo, Benin, Nigeria, Kamerun, Tschad, die Demokratische Republik Kongo, Sudan, Kenia, Uganda, Malawi, Sambia, Simbabwe, Madagaskar, Mosambik, Botswana, Namibia und Südafrika. Die IUCN schätzt die Art dank ihrer weiten Verbreitung als ungefährdet ein, jedoch werden die Populationen zunehmend kleiner. Grund dafür ist, dass die Tiere lokal immer noch verfolgt und getötet werden.